# Counter-Strike: Condition Zero
Counter-Strike: Condition Zero — компьютерная игра в жанре трёхмерного шутера с видом от первого лица, разработанная компаниями Valve, Turtle Rock Studios, Gearbox Software, Rogue Entertainment и Ritual Entertainment. Выпущена издателем Vivendi в 2004 году; позднее изданием стала заниматься Valve.
Доступна как в коробочном варианте, так и посредством цифровой дистрибуции (Steam). В России была издана компанией «Бука», без перевода в составе издания «Антология Counter-Strike 1» (англ. Counter-Strike 1 Anthology).
В комплекте поставляется также другая игра — Condition Zero: Deleted Scenes.

## История разработки
Разработка была начата в 2000 году компанией Rogue Entertainment (ранее разработала American McGee's Alice (2000), закрыта в 2001 году), под контролем Valve — владельца марки и серии игр Counter-Strike.
Condition Zero изначально задумывалась как новая часть популярного шутера Counter-Strike, который вырос из любительской модификации для игры Valve — Half-Life (1998); авторы модификации были приглашены в Valve, а сама модификация Counter-Strike (последняя версия — 1.6) издана в качестве самостоятельной коммерческой игры в 2000 году.
Condition Zero была представлена на E3 в мае 2001 года. В том же году состоялось закрытие Rogue.
Valve было решено передать игру Gearbox Software — компании, которая ранее уже выпустила совместно с Valve несколько новых отдельных частей Half-Life (Half-Life: Opposing Force 1999 года и Half-Life: Blue Shift 2001 года), а также участвовала в подготовке коммерческого варианта оригинальной CS и других совместных проектах. Valve была сфокусирована на работе над Team Fortress 2 и новым движком.
Игра была полностью переработана Gearbox Software. Были добавлены некоторые улучшения в движок, такие как поддержка альфа-канала для текстур (что помогло сделать более реалистичную листву деревьев, полупрозрачные шлемы спецназа и т. п.), а также детальных текстур (англ. detail textures); задача этой функции в том, чтобы компенсировать невысокое разрешение исходной текстуры, накладывая поверх нее текстуру с деталями, «шероховатостями» объекта. Кроме того, был создан однопользовательский режим и добавлены новые виды оружия.
Выход несколько раз откладывался; после пропуска дедлайна — крайнего срока (2002 год), разработка была передана компании Ritual Entertainment. Ими же игра была, в свою очередь, полностью переделана: были созданы 20 несвязанных друг с другом сюжетных миссий, в которых предстоит играть на различных локациях спецназовцами разных стран, сражаясь с терроризмом. Сетевой режим должен был стать дополнительным режимом, он разрабатывался параллельно с отдельной версией Counter-Strike для Xbox (вышла в 2004 году).
Ожидалось, что выпуск произойдёт в 2003 году, однако предварительные отзывы тестеров показали не удовлетворившие Valve результаты и было решено вновь передать разработку другой компании — Turtle Rock Studios. Сотрудниками этой компании была возвращена версия Gearbox Software и продолжена работа над ней. Был написан новый искусственный интеллект для напарников и врагов.
На протяжении всего производства выход то и дело переносился: игра могла выйти в 2002 году, а также в 2003 году (точные даты менялись несколько раз) и, наконец, в различные числа 2004 года, кроме того, на выпуск игры мог повлиять судебный спор между Valve и Vivendi, в котором Valve отстаивала свои права на серию игр. Помимо этого, ранняя, незавершённая версия Condition Zero утекла в Сеть вместе с Half-Life 2 после инцидента со взломом компьютеров Valve, который случился в 2003 году и продавалась «пиратами» на дисках как полная версия. В конечном итоге все работы над игрой были завершены. Доработанная «сюжетная» версия от Ritual была выпущена как отдельная игра в комплекте с основной и получила подзаголовок Deleted Scenes. Выход Condition Zero состоялся 23 марта 2004. В том же году (7 октября) состоялся выход другой новой части, Counter-Strike: Source (основанной на современном движке Source), а также Half-Life 2. В июне-июле того же года для игры вышло несколько обновлений в Steam, которые добавили несколько новых уровней в Deleted Scenes.
В 2005 году выпущена в составе официального сборника Counter-Strike 1 Anthology (англ. «Антология Counter-Strike 1»), наряду со сборником Half-Life 1 Anthology, который включает также оригинальную Counter-Strike. Позднее Valve выпускала небольшие обновления посредством Steam, исправляя мелкие недочёты. В 2013 году Condition Zero перевели на новую систему хранения файлов, которую Valve начала применять в своих играх — SteamPipe. В том же году состоялся (предваряемый открытыми бета-тестами) выход версии для macOS и Linux (SteamOS) в рамках работы компании по переносу всех своих игр на данные системы.
Последнее обновление выпущено в августе 2020 года и исправляет ряд небольших багов.

## Игровой процесс
Игра выполнена в жанре трёхмерного шутера с видом от первого лица. Управление ведётся при помощи клавиатуры и мыши.
Игрок, управляя персонажем, должен убивать соперников, которые могут быть как реальными игроками (в сетевом режиме), так и ботами, работая в команде (соответственно, члены команды тоже могут быть реальными игроками или управляться искусственным интеллектом).
Игровой процесс подобен таковому в Counter-Strike. Была разработана новая система искусственного интеллекта (так, союзники игрока сообщают ему о своих действиях, а компьютер управляет ими с учётом особенностей карты; заложники стали более сложно реагировать на разные действия и выражать эмоции). Добавлено автоприцеливание (опционально), появилось новое меню покупки оружия (но есть возможность включения старого в настройках).

### Режимы игры

#### Однопользовательская игра
Режим, рассчитанный на одиночную игру, представленный в стиле «карьеры» — выбрав отряд спецназа, игроку необходимо (он выступает в роли командира отряда) формировать команду, выбирая членов команды из предложенных разработчиками.
У каждого персонажа различные параметры, особенности и умения, навык владения оружием, различные показатели смелости. Союзники ведут активные радиопереговоры, докладывая о местонахождении, увиденных террористах, заложниках и бомбе, о собственных намерениях и результатах (результат работы нового искусственного интеллекта, созданного для Condition Zero).
Доступен на четырёх уровнях сложности; по прохождении каждого, игроку выдаётся медаль. На первом и втором уровне, в отличие от третьего и четвёртого, игрок не может нанести урон товарищам по команде.
На каждом уровне сложности, игроку необходимо пройти восемнадцать этапов — каждый этап представляет собой карту (локацию), на которой ведётся сражение.
После прохождения каждых трёх эпизодов «открывается» доступ к трём последующим. Для выигрыша этапа игрок должен выполнить все задания (например, «обезвредить бомбу», «спасти заложников», «убить нескольких врагов любым оружием», «убить нескольких врагов конкретным оружием») и опередить команду террористов по числу выигранных раундов на 2 или более.

#### Многопользовательский режим
Режим, рассчитанный на многопользовательскую игру, подобный первой игре. Позволяет игрокам, выбравшим себе команду (контр-террористы или террористы) сразиться на одной из доступных в игре карт.

### Карты
Для Counter-Strike: Condition Zero были разработаны новые карты (локации, где ведутся сражения). Включены также улучшенные версии старых карт и оригинальные версии некоторых старых карт (из Counter-Strike). В улучшенных версиях карт некоторые объекты размещены иначе, а к текстурам окружения применены детальные текстуры, за счёт чего они выглядят лучше (см. ниже).
В сетевом режиме используются те же карты, что в режиме карьеры.

### Группировки
В однопользовательском режиме игрок может играть лишь за подразделения специального назначения, в то время как в сетевой (многопользовательской) игре он также может управлять одним из членов террористических отрядов.
Террористы
- Подразделение Феникс (англ. Phoenix Connexion) (Восточная Европа)
- Элитное подразделение (англ. Elite Crew) (Ближний Восток)
- Арктические мстители (англ. Arctic Avengers) (Швеция)
- Повстанцы (англ. Guerrilla Warfare) (Средний Восток)
- Ополчение среднего запада (англ. Midwest Militia) (США)
- Якудза (Япония)

Спецназ
- SEAL Team 6 (США)
- GSG 9 (Германия)
- SAS (Великобритания)
- GIGN (Франция)
- Спецподразделение «Альфа» (англ. Spetsnaz) (Россия)
- Кидотай (Япония)

### Радиосообщения
Игроки (равно как и боты) могут давать знать о своих действиях при помощи различных радиосообщений (они вызываются нажатием на кнопку, соответствующую каждому сообщению, после открытия специального меню).

### Заложники
Как и в Counter-Strike 1.6, в Condition Zero была перенесена механика заложников: на некоторых картах (тип карты: «Hostage Rescue») присутствуют NPC — взятые террористами в плен заложники, которые, в свою очередь, могут быть освобождены контр-террористами и выведены за пределы помещений в безопасное место. Интеллект заложников был переработан, а внешность была изменена, в сравнении с версией 1.6.

### Оружие
Игра содержит виды оружия, аналогичные оригинальной Counter-Strike, а также несколько новых. Для всего арсенала игрока предоставлено 5 слотов: первый — для первичного оружия (то есть, для дробовиков, пистолетов-пулемётов, винтовок и пулемёта); второй — для пистолета (вторичного оружия); третий — для ножа; четвёртый — для гранат (единственный слот, который может вмещать в себя несколько видов оружия); пятый — для бомбы (её могут носить только террористы на картах типа Bomb/Defuse).

## Игровой движок и технические особенности
Condition Zero использует игровой движок GoldSrc, впервые задействованный в Half-Life 1998 года; на его же основе базируется и оригинальная Counter-Strike.
Для Condition Zero движок был улучшен. Был разработан новый искусственный интеллект противников и союзников, улучшена лицевая анимация персонажей (что может быть видно по разговорам заложников или кат-сценам миссий в Deleted Scenes), реализована поддержка альфа-смешивания (последняя возможность позволяет создавать прозрачные текстуры — с их помощью, например, можно показать полупрозрачные стёкла на баллистических щитах или противогазах). Улучшена система частиц, при помощи которой отображаются взрывы, дым от дымовых гранат и т.п. Введена поддержка детальных текстур (англ. detail textures) — благодаря данной технике на некоторые модели окружения поверх основной текстуры накладывается текстура деталей (их несколько для разных типов поверхности), которая, отображаясь полупрозрачно поверх основной текстуры, имитирует мелкие детали и частично скрывает невысокое разрешение основной текстуры.
Помимо этого, трёхмерные модели персонажей и оружия стали более детализированными, на них появились отражения (в виде карт отражений).

## Condition Zero: Deleted Scenes
Condition Zero: Deleted Scenes (с англ. — «Удалённые эпизоды») — отдельная игра, которая поставляется вместе с основной Condition Zero.
Deleted Scenes могла быть окончательным вариантом Condition Zero и была разработана Ritual Entertainment.
В связи с тем, что разработка переходила от одной компании к другой, от наработок Ritual (согласно некоторым данным, получавшим неудовлетворительные отзывы тестеров) в конечном итоге отказались. Ritual разрабатывала свой вариант более как сюжетный однопользовательский шутер, в то время как однопользовательский режим в релизной версии Condition Zero представлен уже в виде кампании, которая, в сущности, является аналогом многопользовательского режима и служит для тренировки перед ней. В конечном итоге, вариант, разработанный Ritual, был завершен и выпущен, технически в виде отдельной игры на движке GoldSrc, в комплекте с окончательной Condition Zero. Она также доступна для загрузки в Steam, если приобретена Condition Zero.
В Deleted Scenes представлена только однопользовательская «сюжетная» игра. Игроку необходимо выполнять роль бойца контр-террористической организации. В разных главах ему нужно посетить Америку, Северную Африку, Колумбию, Россию, Европу, Японию, Ближний Восток. Уровни выполнены, как правило, в виде открытых карт, однако перемещение по ним линейно. Присутствует множество скриптовых сценок, служащих для придания впечатления кинематографичности.
Всего в игре 18 сюжетных уровней. Для каждого эпизода написана своя музыкальная тема, композитором выступил Зак Белика (англ. Zak Belica), написавший музыку для всех игр Ritual.

## Отзывы
| Сводный рейтинг | Сводный рейтинг |
| Агрегатор       | Оценка          |
| --------------- | --------------- |
| GameRankings    | 66,61 %         |